# Erkheim
Erkheim è un comune tedesco di 2 960 abitanti, situato nel land della Baviera.

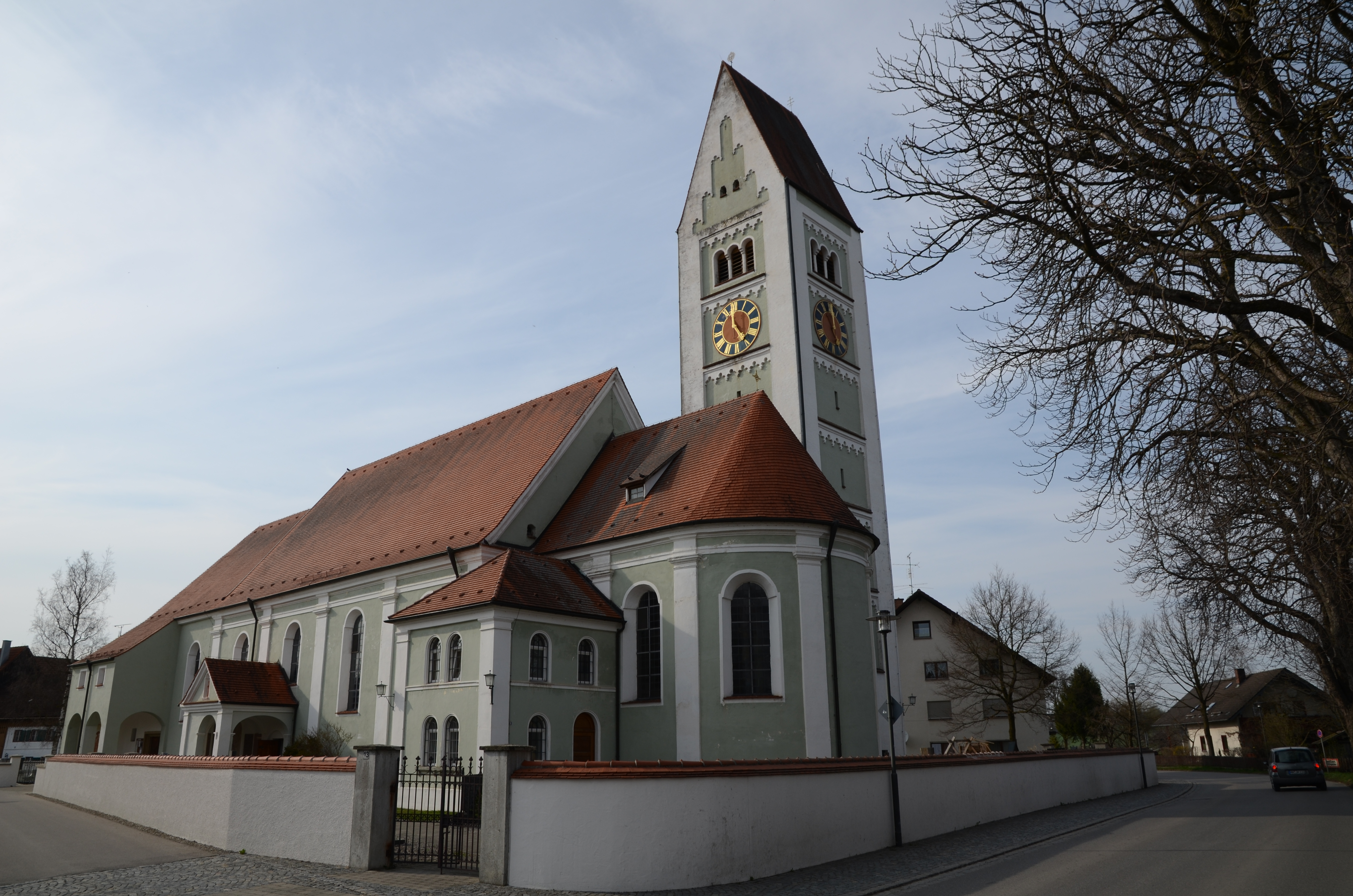
La chiesa intitolata all'Assunzione di Maria a Erkheim